# Algemene Fiets Afhandel Centrale

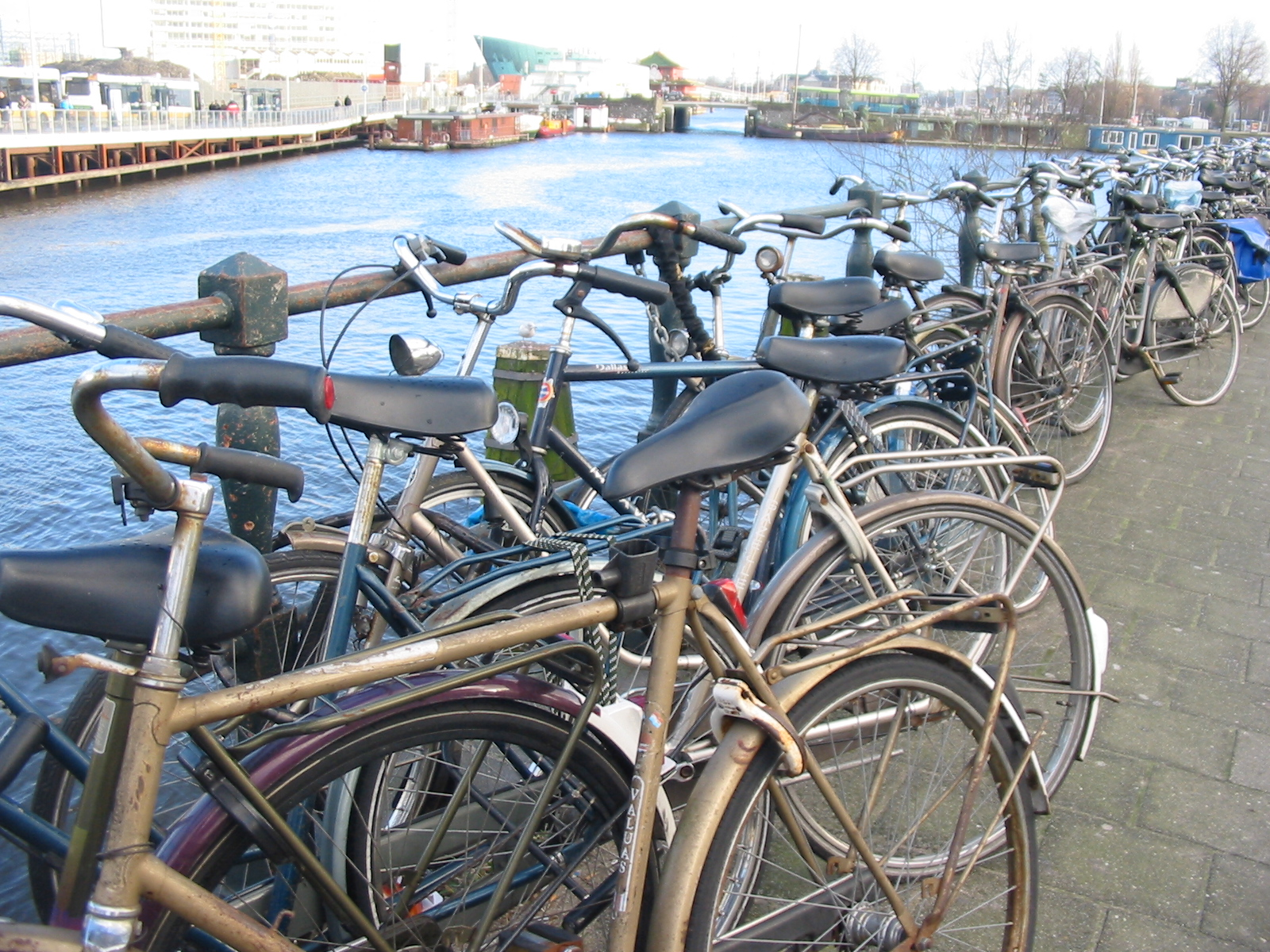
Het vastmaken van fietsen aan brugleuningen of straatmeubilair is meestal niet toegestaan. Deze fietsen lopen het risico verwijderd te worden en bij de AFAC terecht te komen.

Een Algemene Fiets Afhandel Centrale vaak kortweg AFAC genoemd, is een gemeentelijke dienst in verschillende Nederlandse gemeenten die fietsen opslaat en beheert. Het gaat dan om fietsen die door gemeente, stadsdeel of reinigingspolitie zijn verwijderd omdat ze hinderlijk waren geplaatst of als wrak werden aangemerkt. Fietsen die gestolen blijken te zijn, worden gratis aan de rechtmatige eigenaar terugbezorgd, andere fietsen kunnen tegen betaling door de eigenaar worden opgehaald.

## Amsterdam
De eerste AFAC is in 2003 als Amsterdamse Fiets Afhandel Centrale opgezet door de Gemeente Amsterdam om de afhandeling van verwijderde fietsen te centraliseren. Doordat de fietsen door verschillende instanties worden verwijderd, was voorheen niet altijd duidelijk waar de betreffende fiets stond. Om het voor de eigenaren van de fietsen eenvoudiger te maken om de fiets terug te krijgen, werd de AFAC opgezet. In 2006 werden zo'n 24.000 fietsen bij de AFAC in het Westelijk Havengebied afgeleverd door de verschillende diensten. Later werd de naam AFAC veranderd naar fietsdepot .

## Uitbreiding
In verschillende andere plaatsen in Nederland is naar het Amsterdamse voorbeeld een soortgelijke organisatie onder de naam Algemene Fiets Afhandel Centrale opgezet, zodat inmiddels een landelijk netwerk van fietsafhandelcentrales bestaat. De eerste gemeente die volgde was Zwolle; hier werd de AFAC op woensdag 4 oktober 2006 geopend. 